# شفقة
تحفّز الشفقة البشر على بذل جهدهم لمساعدة الآخرين وأنفسهم لتخطي الأحزان الجسدية، أو الذهنية، أو العاطفية، وغالباً ما تُعد الشفقة تعبيراً عن الحساسية، وهي جانب عاطفي للمعاناة، رغم إمكانية اعتبارها عقلانية بالطبيعة عند إسنادها إلى مفاهيم ذهنية، كالعدالة، والإنصاف والاعتماد المتبادل، وفهم تطبيقها على أنه نشاط مبني على المحاكمة السليمة.
وتتضمن الشفقة «الإحساس بالآخر»، كما تُعد سلفاً لكلمة تعاطف، وهو «الإحساس كما الآخر»، وتُعرّف الشفقة الفعالة بأنها الرغبة بتخفيف معاناة الآخرين، وتشمل السماح للذات بالتأثر بالمعاناة، والتعبير عن دافع المساعدة في تخفيفه ومنعه، ويقدّر الفعل المعبر عن الشفقة حسب استعداده للمساعدة، وتنطوي ميزات الشفقة على الصبر والحكمة، واللطف والمثابرة، والحنان والتصميم.
وتمثّل الشفقة غالباً –وليس حتماً– المؤلف الرئيسي للإيثار في السياق الاجتماعي، ومن الممكن أن تأخذ الاستجابات المعبرة عنها طابعاً هرمياً، وأبوياً ومسيطراً، ويختلف التعاطف عن الشفقة بأن الأول يستجيب للمعاناة بالحزن والقلق، بينما تبادر الثانية بالحنان والرعاية.

## النظريات
تم تطوير المفاهيم النظرية حول الشفقة عبر الزمن، وتوضّح وجهات النظر الثلاث التالية التباين في تطورها ومقارباتها تجاه الشفقة:
- تُعتبر الشفقة مجرد نمط مختلف من الحب أو الحزن، وليس شعوراً مميزاً بذاته.
- من منظور علم النفس التطوري، يمكن اعتبار الشفقة حالة شعورية مستقلة يمكن تمييزها عن الكرب، والحزن والحب.
- تُعد الشفقة مرادفاً للكرب المتعاطف، أي الشعور بالضيق تجاه معاناة الآخر، ويعتمد هذا المنظور على نتيجة أن البشر قد يحاكون مشاعر الآخرين حولهم أحياناً أو يشعرون بها.

ويُقرّ علم نفس الشخصية باختلاف البشر وتميزهم عن بعضهم بالوراثة، ما يؤدي إلى الاستنتاج بأن المعاناة تكون فرديّة دوماً وفريدة، علماً أنها قد تنتج عن صدمة نفسية أو اجتماعية، أو رضح جسدي، وقد تطرأ بشكل حاد أو مزمن، وتم تعريف المعاناة بأنها إدراك الدمار الوشيك لكينونة الشخص أو فقدانه لسلامته، وتستمر حتى زوال الخطر أو التمكن من استعادة السلامة الكاملة للشخص.
وتم تناول دور الشفقة كعامل مساهم في السلوك الفردي والمجتمعي في جدالات مستمرة، وقد أنشأت دراسات سابقة روابط بين العنف على مستوى التعامل مع الآخرين، والقسوة التي تؤدي إلى اللامبالاة، وقد تجسد هذا المفهوم عبر التاريخ من خلال الهولوكوست، والإبادة الجماعية، والاستعمار الأوروبي للأمريكيتين، الخ.
وقد تكون الخطوة الأساسية للقيام بتلك الأعمال الوحشية هي اعتبار المعتدي للضحايا بأنهم «ليسوا بشراً» أو «ليسوا مثله»، وقد تمكن العالم من التخفيف عن تلك الجرائم الوحشية المُرتكبة عبر التاريخ البشري بوجود الشفقة وحدها، والتي قد تمتلك القدرة على إثارة مشاعر اللطف والمغفرة، ما قد يمنح البشر القوة لمنع المواقف الفاجعة، أو التي قد تؤدي إلى العنف أحياناً.

### علم النفس العصبي
في عام 2009 أجرت ماري هيلين إيموردينو-يانغ وزملاؤها في معهد الدماغ والإبداع اختباراً صغيراً بتقنية التصوير بالرنين المغناطيسي الوظيفي، لدراسة مشاعر الشفقة القوية تجاه الألم الاجتماعي والجسدي للآخرين، فتضمن كلا الشعورين تغيراً متوقعاً في نشاط الجزيرة الأمامية، والقشرة الحزامية الأمامية، والوطاء والدماغ المتوسط.
ولكنهم وجدوا نشاطاً قشرياً غير موصوف من قبل يتضمن السطح الإنسي الخلفي لكل من نصفي الكرتين المخيتين، وهي منطقة تتعلق بالوضع الافتراضي لوظائف الدماغ، والعمليات المتعلقة بالذات.
وتتباين مناطق الدماغ التي يزداد نشاطها تبعاً للإحساس بالشفقة حسب نوع ألم الآخرين إن كان جسدياً أم اجتماعياً، ولوحظ بأن النشاط في الجزيرة الأمامية المتعلقة بالشفقة تجاه الألم الاجتماعي يبلغ أوجه بعد ذلك المتعلق بالشفقة تجاه الألم الجسدي، كما أنه صمد لفترة أطول،  كما لاحظ الباحثون تحفيز مشاعر الشفقة وممارساتها لباحات دماغية معنيّة بتنظيم الاستتباب، كالفص الجزيري والوطاء.

### الطب
يُعرّف الأطباء مهامهم الرئيسية عموماً بأنها مسؤوليتهم الشخصية بتفضيل متطلبات المرضى في أولوياتهم، بما يتضمن تفادي أذيتهم، وتقديم الرعاية المناسبة، والمحافظة على خصوصياتهم، وفي الحقيقة تُشاهد الشفقة في جميع تلك المهام، لعلاقتها المباشرة بإدراك المعاناة وتدبيرها.
ويدرك الأطباء المبادرون بالشفقة تأثير المرض والمعاناة على السلوك البشري، وقد ترتبط الشفقة بشكل وثيق مع الحب والمشاعر التي تتحرض في الحالتين، ويتجسد ذلك في العلاقة بين المرضى والأطباء في المراكز الطبية، والتي تشكل دليلاً على أن الشفقة شعور اجتماعي، تتعلق بشكل وثيق بالتقارب بين الأفراد.

### الشفقة الذاتية
تشمل الشفقة الذاتية اللطف تجاه الذات وتقبّل المعاناة كجزء من الذات البشرية، وتؤدي إلى تأثيرات إيجابية على الحالات الذاتية للسعادة، والتفاؤل، والحكمة، والفضول، والمقبولية، والانفتاح، [36] وقد تزيد بعض النشاطات من الشعور بالشفقة الذاتية أو الاستعداد لممارستها، وتتضمن أحياناً إنشاء تقاليد مليئة بالمحبة واللطف، والمبادرة بالعطف، والحنان والنية الحسنة.

## الآراء التاريخية-الروحانية
لم يثق الفلاسفة اليونانيون والرومانيون القدماء بالشعور بالشفقة، إذ اعتقدوا بأن المنطق وحده هو الدليل المناسب للتصرف، لكنهم اعتبروا الشفقة فضيلة بتأثيرها، أي ليست مبهرة ولا تافهة، علماً أن جستيشيا -رمز العدالة- تجسّدت بامرأة معصوبة العينين لأن فضيلتها تتمثّل بالنزاهة، وليس بالشفقة.

### الهندوسية

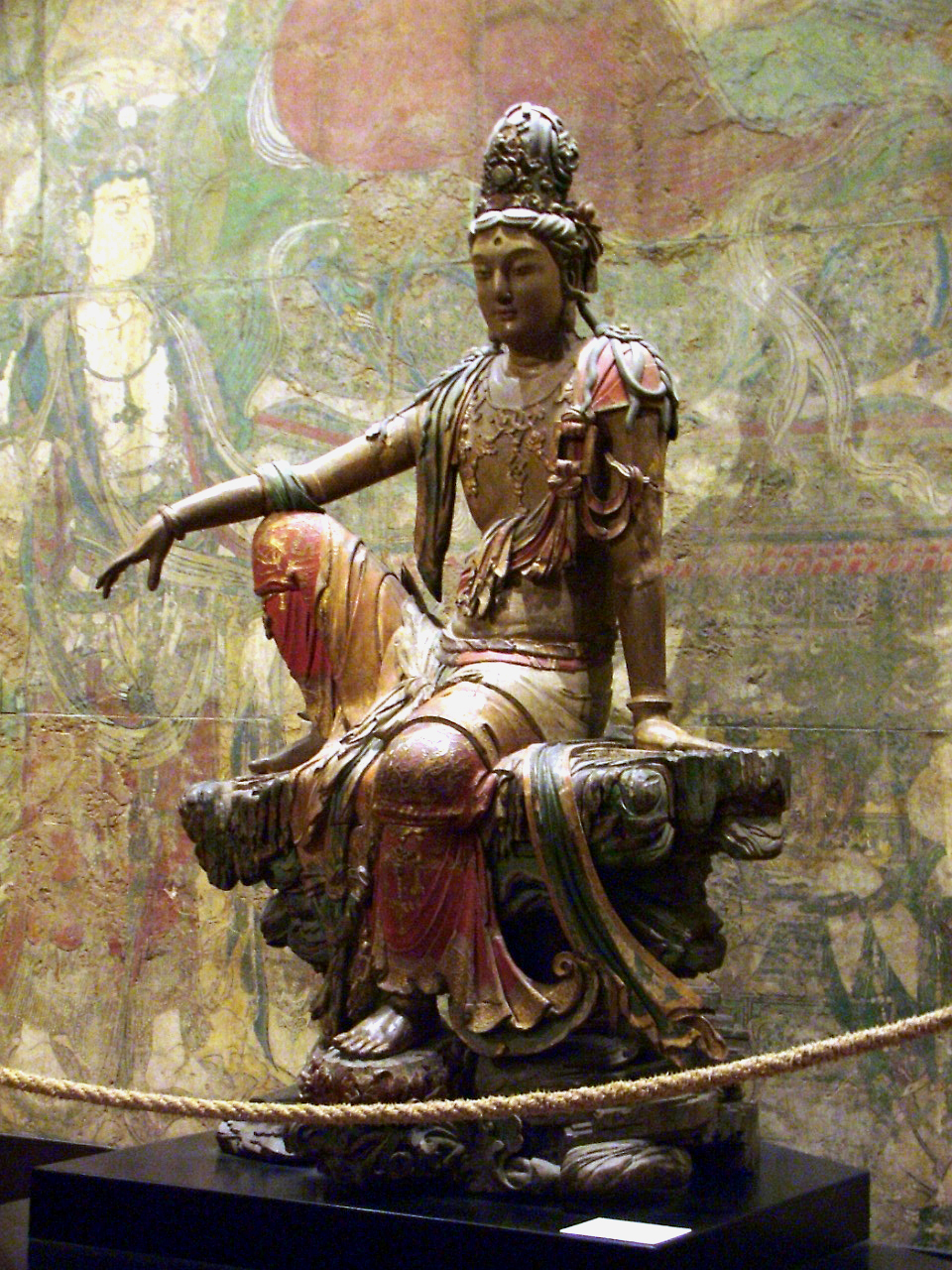
أفالوكيتسافارا ينظر على بحر المعاناة. الصين، سلالة لياو.

تُعتبر الشفقة في الأدب الهندوسي التقليدي فضيلة بعدة درجات، وتتفسر كل درجة بمصطحلات مختلفة، ومن أهمها دايا (दया)، وكارونا (करुणा)، وأنوكامبا (अनुकम्पा)، وتُستخدم بعضها بالتبادل بين المدارس الهندوسية لشرح مفهوم الشفقة، ومصادره، ونتائجه، وطبيعته، إذ تُعتبر فضيلة الشفقة تجاه جميع الكائنات الحية مفهوماً مركزياً في الفلسفة الهندوسية، كما أشار غاندي وآخرون غيره.
فعرّف نص البادما بورانا مصطلح الدايا بأنه الرغبة الفاضلة بتخفيف الأسى والصعوبات عن الآخرين، بتقديم الجهد المطلوب أياً كان، بينما وصفته الماتسويا بورانا بأنه القيمة التي يعامل بها الفرد جميع الكائنات الحية (بما فيها البشر) كما يعامل ذاته، مريداً الخير لهم جميعاً، إذ يتم اعتبار الشفقة تجاه جميع الكائنات الحية، بما فيهم الغرباء والأعداء، فضيلة نبيلة.
وتناقش الهندوسية الشفقة كمفهوم مطلق ونسبي، وتصنّفه ضمن نمطين: شفقة تجاه أشخاص يعانون رغم أنهم لم يرتكبوا أية أخطاء، وأخرى تجاه أُناس يعانون نتيجة ارتكابهم لخطأ ما، وتنطبق الشفقة المطلقة على الحالتين، بينما تخاطب الشفقة النسبية الفرق بينهما، ومن الأمثلة على الحالة الثانية، أولئك الذين يعترفون بذنوبهم أو المُدانون بجريمة ما مثل القتل، إذ تجب هنا موازنة فضيلة الشفقة مع فضيلة العدالة.

### الجاينية
تُعتبر الشفقة تجاه جميع أشكال الحياة، البشرية وغير البشرية، أساسية في تقليد الجاين، لكن رغم اعتبار الحياة مقدسة بكل أشكالها، تحظى الحياة البشرية بأرقى تصنيف للوجود الدنيوي، وبالتالي يُعتبر قتل النفس البشرية، مهما كان ذنبها، مكروها بما يفوق التصوّر، كما تُعتبر الجاينية التقليد الديني الجوهري الوحيد الذي يتطلب أن يكون كل من المتدينين وغير المتدينين نباتيين.
ويُعتقد أن بعض سلالات التقليد الهندوسي أصبحت نباتية نتيجة تأثرّها الكبير بالجاينية، علماً أن التقاليد الجاينية تتوقف على اللاعنف، ولكنها تتعدى النباتية بكثير، فترفض أنواع الطعام التي يتم الحصول عليها بقسوة غير ضرورية، ويتّبع العديد من معتنقيها النظام الغذائي الخضري، كما يديرون ملاجئ للحيوانات على امتداد الهند، ويتميز اللال ماندير، وهو معبد بارز للجاينية في دلهي، بمستشفى جايني للطيور في المبنى الثاني خلف المعبد الرئيسي.

### اليهودية

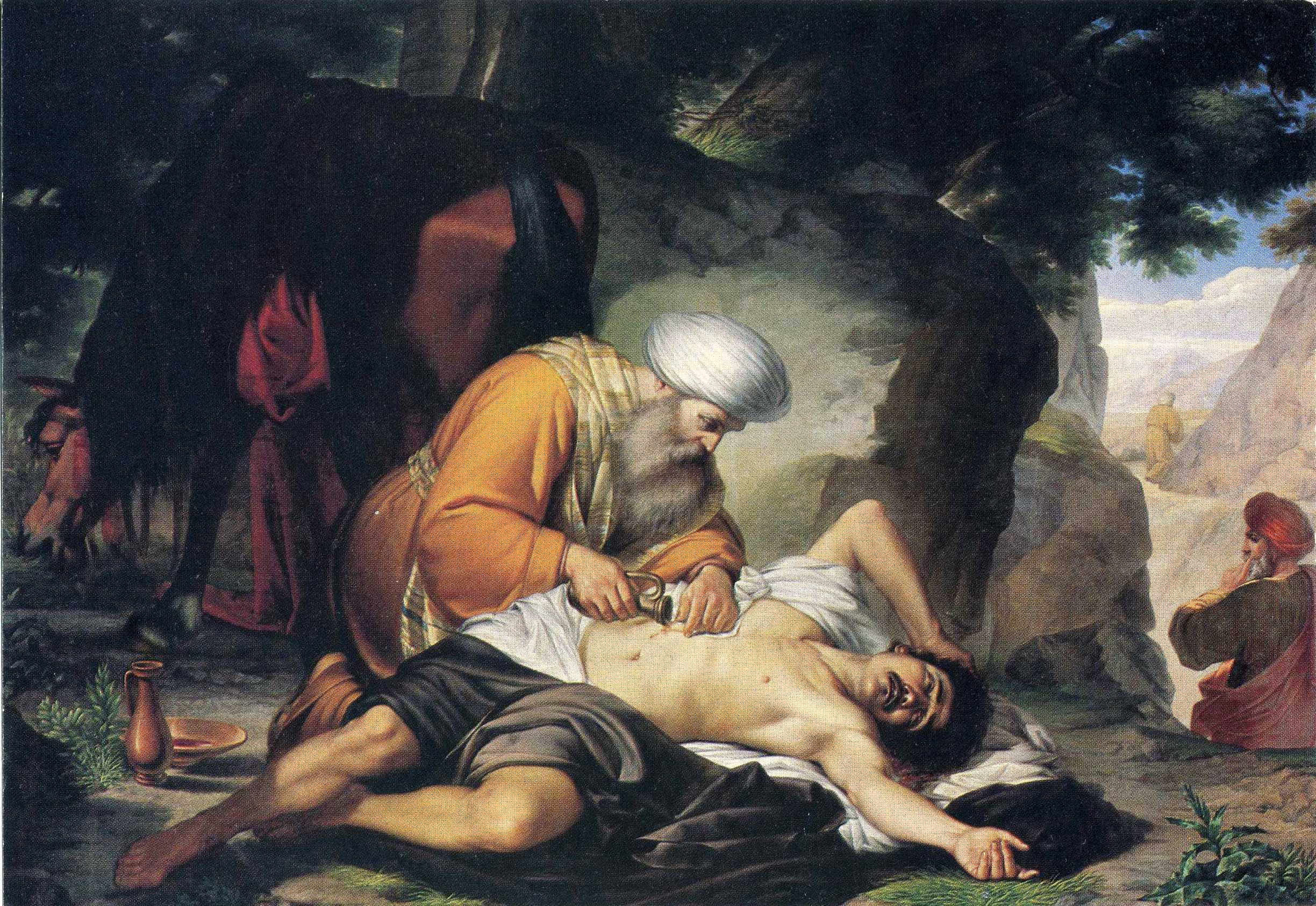
الشفقة في أحد اللوحات الإيطالية من القرن الثامن عشر للسامري الصالح

في التقليد اليهودي، يُعتبر الإله الرحيم الأكبر، ويُشار بكونه أب الشفقة أو الرحمة، لذا يُعيّن اسمه بالرحمن (Raḥmana)، ويُنسب الشعور بالأسى والشفقة لمحنة الآخرين، ما يولّد الرغبة بالتخفيف عنهم، إلى الإنسان والإله على حد سواء، ففي اللغة العبرية التوراتية، تتُشتق كلمة رحام (riḥam) من (reḥem) أو رحم الأم، وتعني الشفقة أو إظهار الرحمة تجاه ضعف الشخص المعاني، وكذلك تعني المغفرة والتحمّل.

### البوذية
تتمثل أولى الحقائق النبيلة الأربع في البوذية بحقيقة المعاناة، أو الدوكخا (أي عدم الإرضاء أو التوتر)، وتوصف الدوكخا بكونها إحدى السمات التمييزية الثلاث للوجود المشروط، وتنشأ كنتيجة لفشل التأقلم مع التغير أو الأنيتشا «المؤقتية» (anicca) -وهي السمة الثانية- وغياب الهوية الثابتة والانعدام الرهيب لليقين في الأناتا «اللاذات» (anatta) -وهي السمة الثالثة- والتي تنشأ عن جميع هذا التغير المستمر.
وتتجلى رغبة بوذا المطلقة والجدية، بجوهره وكينونته التاريخية، في تخفيف معاناة جميع الكائنات الحية في كل مكان، كما قال الدالاي لاما ذات مرة: «إذا أردت أن تُسعد الآخرين، قم بممارسة الشفقة، وإذا أردت إسعاد نفسك، مارس الشفقة أيضاً».

### المسيحية
تُعتبر الرسالة الثانية لأهل كورنثوس في الإنجيل المسيحي إحدى المواضع التي تمت الإشارة فيها للإله بـ«أب الرحمة» و«إله السلوى والمواساة»، ويجسّد يسوع المسيح لدى المسيحيين جوهر الشفقة، والرحمة والرعاية العلائقية، فيدعو متبعيه للتخلي عن رغباتهم الشخصية والتعامل برحمة وشفقة مع الآخرين، وخصوصاً المحتاجين منهم والمكروبين، كما أظهر الرحمة بشكل كبير تجاه أولئك الذين أدانهم مجتمعه، مثل محصّلي الضرائب، وبائعات الهوى والمجرمين.

### الإسلام
في الدين الإسلامي، تتضمن أسماء الله الحسنى قبل كل شيء الرحمن والرحيم، وتبدأ جميع سور القرآن الكريم التي يبلغ عددها 114، ما عدا واحدة، بالآية: «بسم الله الرحمن الرحيم»، فتقول الآية 128 من سورة التوبة: «لَقَدْ جَاءَكُمْ رَسُولٌ مِّنْ أَنفُسِكُمْ عَزِيزٌ عَلَيْهِ مَا عَنِتُّمْ حَرِيصٌ عَلَيْكُم بِالْمُؤْمِنِينَ رَءُوفٌ رَّحِيمٌ».
- وعن النعمان بن بشير  قال: قال رسول الله ﷺ: ((«مَثَلُ المؤمنين في توادِّهم وتراحمهم وتعاطفهم، مَثَلُ الجسد، إذا اشتكى منه عضو، تَدَاعى له سائر الجسد بالسَّهر والحمَّى»)).
قال ابن حبان: (وفيه مَثَّل النَّبي ﷺ المؤمنين بما يجب أن يكونوا عليه من الشَّفَقَة والرَّأفة).
- وعن أبي هريرة  أنَّ النَّبي ﷺ قال: ((إذا أمَّ أحدكم النَّاس فليُخَفِّف؛ فإنَّ فيهم الصَّغير والكبير والضَّعيف والمريض، فإذا صلَّى وحْدَه، فليصل كيف شاء)).
قال ابن عثيمين في شرحه: (ومن الشَّفَقَة والرَّحمة بالمؤمنين: أنَّه إذا كان الإنسان إمامًا لهم، فإنَّه لا ينبغي له أن يُطِيل عليهم في الصَّلاة... والمراد بالتَّخفيف: ما وافق سُنَّة النَّبي ﷺ، هذا هو التَّخفيف، وليس المراد بالتَّخفيف ما وَافَق أهواء النَّاس).
- وعن ابن عمر ، أنَّ النَّبيَّ ﷺ قال: ((المسلم أخو المسلم، لا يظلمه، ولا يسلمه، ومَن كان في حاجة أخيه، كان الله في حاجته، ومَن فرَّج عن مسلم كربةً، فرج الله عنه كربةً مِن كربات يوم القيامة، ومَن ستر مسلمًا، ستره الله يوم القيامة)).
ورواه التِّرمذي بلفظ آخر وقال في تبويبه له: (ما جاء في شَفَقَة المسلم على المسلم).
- وعن عبد الله بن جعفر  قال: لما جاء نعي جعفر، قال رسول الله ﷺ: ((اصنعوا لآل جعفر طعامًا، فقد أتاهم ما يشغلهم، أو أمر يشغلهم)).
قال وليُّ الله الدَّهْلوي: (هذا نهاية الشَّفَقَة بأهل المصيبة، وحفظهم من أن يتضوَّروا بالجوع).
- وقال الجنيد -عندما سُئل عن الشَّفَقَة على الخَلْق ما هي؟-: (تعطيهم من نفسك ما يطلبون، ولا تحمِّلهم ما لا يطيقون، ولا تخاطبهم بما لا يعلمون).
- وقال أبو الخير: (القلوب ظُرُوف، فقلب مملوء إيمانًا، فعلامته الشَّفَقَة على جميع المسلمين، والاهتمام بما يهمُّهم، ومعاونتهم على أن يعود صلاحه إليهم. وقلب مملوء نفاقًا، فعلامته الحقد والغلُّ والغش والحسد).
وقال المناوي: (الشَّفَقَة تَحَنُّن الرَّأفة، والإكباب على من يُشفِق عليه، وإنَّما يصير مُنكبًّا بشدَّة الرَّأفة، فإذا كانت الشَّفَقَة بغير مِعَةٍ -مشتقَّة من أمعاء البطن-انتشرت فأفسدت، وإذا كانت في مِعَةٍ، كانت في حصن، فلم تنتشر، ولم تَفْسَد؛ لأنَّ هنا حدًّا يحويها).

#### الشَّفَقَة المذمومة
وهو ما يحصل بسببها تعطيل لشرع الله، أو تهاون في تطبيق حدوده وأوامره، كمن يُشْفِق على من ارتكب جُرمًا يستحق به حدًّا، فيحاول إقالته والعفو عنه، ويحسب أنَّ ذلك من الشَّفَقَة على الخَلق، وهو ليس منها في شيء.
قال الحسن: (إن منعته أُمُّه عن العشاء في الجماعة -شفقةً- لم يُطِعها).
قال العيني: (يعني: إن منعت الرَّجل أُمُّه عن الحضور إلى صلاة العشاء مع الجماعة شَفَقَة عليه، أي: لأجل الشَّفَقَة. لم يُطِع أمَّه فيه.. مع أنَّ طاعة الوالدين فرض في غير المعصية، وإنَّما عيَّن العشاء، مع أنَّ الحُكم في كلِّ الصَّلوات سواء؛ لكونها من أثقل الصَّلاة على المنافقين... وإنَّما عيَّن الأمَّ مع أنَّ الأب كذلك في وجوب طاعتهما؛ لأنَّ الأمَّ أكثر شَفَقَة من الأب على الأولاد).
وعن عامر بن سعد، أنَّ أسامة بن زيد  أخبر والده سعد بن أبي وقاص: ((أنَّ رجلًا جاء إلى رسول الله ﷺ فقال: إنِّي أَعْزِل عن امرأتي. فقال رسول الله ﷺ: لِمَ تفعل ذلك؟ فقال الرَّجل: أُشفِق على ولدها، أو على أولادها. فقال رسول الله ﷺ: لو كان ذلك ضارًّا، ضرَّ فارس والرُّوم)). وقال زهير في روايته: (إن كان لذلك فلا، ما ضارَّ ذلك فارس ولا الرُّوم).
أو كمن يُشْفِق على الطُّلَّاب فيتركهم يغشُّون في الامتحان شَفَقَة منه عليهم أن يرسبوا.
أو كمن يَقتل من الأطباء -بدافع الشَّفَقَة- مرضاهم الذين لا يُرجى شفاؤهم، ويتألَّمون من مرضهم، فيما يسمى الموت الرحيم.. فكلُّ هذا ممَّا لا تجوز فيه الشَّفَقَة.

#### من صور الشفقة
أ- شَفَقَة الإمام على المأمومين، وتجنُّب ما يشق عليهم:
```
عن أبي هريرة أنَّ النَّبي 
ﷺ
 قال: ((إذا أمَّ أحدكم النَّاس فليُخفِّف؛ فإنَّ فيهم الصَّغير والكبير والضَّعيف والمريض، فإذا صلَّى وحده فليصل كيف شاء)).
[
54
]
```

ب- الشَّفَقَة على الأبناء، والعطف عليهم، والحُزن إذا أصابهم مكروه:
عن عائشة -رضي الله عنها- قالت: ((قَدِم ناس من الأعراب على رسول الله ﷺ ، فقالوا: أتقبِّلون صبيانكم؟ فقالوا: نعم. فقالوا: لكنَّا -والله- ما نُقبِّل. فقال رسول الله ﷺ: وأملك إن كان الله نزع منكم الرَّحمة))<refرواه البخاري ومسلم</ref> قال ابن عثيمين: (وفي هذا دليلٌ على تقبيل الصِّبيان شَفَقَة عليهم ورقَّة لهم ورحمة بهم).
ج - الشَّفَقَة على النِّساء:
عن أسماء بنت أبي بكر  قالت: (تزوَّجني الزُّبير، وما له في الأرض من مال ولا مملوك ولا شيء، غير نَاضِح وغير فرسه، فكنت أَعْلِف فرسه، وأستقي الماء، وأَخْرِز غَرْبَه وأعجن، ولم أكن أُحْسِن أخبز، وكان يخبز جارات لي من الأنصار، وكنَّ نِسْوة صِدْقٍ، وكنت أَنْقُل النَّوَى من أرض الزُّبير -التي أقطعه رسول الله ﷺ على رأسي، وهي منِّي على ثُـلُثي فَرْسخ، فجئت يومًا والنَّوَى على رأسي، فلقيت رسول الله ﷺ ومعه نفر من الأنصار، فدعاني، ثمَّ قال: إخ إخ. ليحملني خلفه، فاستحييت أن أسير مع الرِّجال...).
قال النَّووي: (وفيه ما كان عليه ﷺ من الشَّفَقَة على المؤمنين والمؤمنات، ورحمتهم ومواساتهم فيما أمكنه).

#### درجات الشفقة
ذكر الإمام الهروي للشَّفَقَة ثلاث درجات:
- (الدَّرجة الأولى: إشْفَاق على النَّفس أن تَجْمَح إلى العِناد، وإشْفَاق على العمل أن يصير إلى الضَّياع، وإشْفَاق على الخليقة لمعرفة معاذيرها).[56]

قال ابن القيم في شرحه للدَّرجة: (إشْفَاق على النَّفس أن تَجْمَح إلى العِناد: أي: تُسرع وتذهب إلى طريق الهوى والعصيان، ومعاندة العبوديَّة. وإشْفَاق على العمل أن يصير إلى الضَّياع: أي: يخاف على عمله أن يكون من الأعمال التي قال الله فيها: ((﴿وَقَدِمْنَا إِلَى مَا عَمِلُوا مِنْ عَمَلٍ فَجَعَلْنَاهُ هَبَاء مَّنثُورًا﴾)) [الفرقان:23]، وهي الأعمال التي كانت لغير الله، وعلى غير أمره وسنَّة رسوله ﷺ، ويخاف -أيضًا- أن يَضِيع عمله في المستقبل، إمَّا بتركه، وإمَّا بمعاصي تفرِّقه وتُحبِطه، فيذهب ضائعًا... قال: وإشْفَاق على الخليقة لمعرفة معاذيرها: هذا قد يوهم نوع تناقض، فإنَّه كيف يُشفِق مع معرفة العُذر؟! وليس بمتناقض، فإنَّ الإشْفَاق -كما تقدَّم- خوف مقرون برحمة، فيُشفِق عليهم من جهة مخالفة الأمر والنَّهي، مع نوع [[رحمة}}، بملاحظة جَرَيان القدر عليهم).
- (الدَّرجة الثَّانية: إشْفَاقٌ على الوقت أن يشوبه تفرُّقٌ، وعلى القلب أن يزاحمه عارض، وعلى اليقين أن يُداخله سبب).

قال ابن القيِّم: (الدَّرجة الثَّانية: إشْفَاق على الوقت أن يشوبه تفرُّق، أي: يحذر على وقته أن يخالطه ما يفرِّقه عن الحضور مع الله عزَّ وجلَّ. قال: وعلى القلب أن يزاحمه عارض، والعارض المزاحم: إمَّا فَتْرة، وإما شُبْهة، وإمَّا شهوة، وكلُّ سبب يعوق السَّالك. قال: وعلى اليقين أن يُداخله سبب، هو الطُّمأنينة إلى من بيده الأسباب كلُّها، فمتى داخل يقينه ركونٌ إلى سبب وتعلُّق به، واطمأنَّ إليه، قدح ذلك في يقينه، وليس المراد قطع الأسباب عن أن تكون أسبابًا، والإعراض عنها، فإنَّ هذا زندقة وكُفر ومُحَال... ولكن الذي يريد أن يُحْذَر منه: إضافة يقينه إلى سبب غير الله، ولا يتعلَّق بالأسباب، بل يَـفْنَى بالمسبِّب عنها).
- (الدَّرجة الثَّالثة: إشْفَاق يصون سعيه من العُجب، ويكُفُّ صاحبه عن مخاصمة الخَلْق، ويحمل المريد على حفظ الجِدِّ).

قال ابن القيِّم: (الدَّرجة الثَّالثة: إشْفَاقٌ يصون سعيه عن العُجب، ويكُفُّ صاحبه عن مخاصمة الخَلْق، ويحمل المريد على حفظ الجِدِّ. الأوَّل: يتعلَّق بالعمل، والثَّاني: بالخَلْق، والثَّالث: بالإرادة، وكلٌّ منها له ما يُفسده. فالعُجب: يُفسد العمل، كما يُفسده الرِّياء، فيُشفِق على سعيه من هذا المفْسِد شَفَقَةً تصونه عنه. والمخاصمة للخَلْق مُفْسِدة للخُلُق، فيُشفِق على خُلُقه من هذا المفْسِد شَفَقَةً تصونه عنه. والإرادة يُفْسِدها عدم الجِدِّ، وهو الهزل واللَّعب، فيُشْفق على إرادته مما يُفسدها. فإذا صحَّ له عمله وخُلُقه وإرادته، استقام سلوكه وقلبه وحاله).

#### الشفقة في خلق النبي محمدﷺ
- أولا- شَفَقَة النَّبي ﷺ على أمَّته:

كان ﷺ شَفِيقًا على أمَّته، رحيمًا بهم، وشَفَقَته ورحمته لم تكن خاصَّة بالمؤمنين، بل كان يُشْفِق على الكافرين ممَّن لا يدين بدين الإسلام. ونشير هنا إلى بعض النَّماذج التي هي من أقواله وسيرته، فصلوات ربِّي وسلامه عليه:
- عن أنس  أنَّ النَّبي ﷺ قال في حديث الشَّفاعة: ((أمَّتي أمَّتي)).
قال الفارسي أبو الحسين: (انظر هل وصف الله عزَّ وجلَّ أحدًا من عباده بهذا الوصف من الشَّفَقَة والرَّحمة التي وَصَف بها حبيبَه ﷺ، ألا تراه في القيامة إذا اشتغل النَّاس بأنفسهم كيف يَدَع حَدَث نفسه، ويقول: (أمَّتي أمَّتي)، يرجع إلى الشَّفَقَة عليهم، ويقول: إنِّي أسلمت نفسي إليك، فافعل بي ما شئت، ولا تردَّني في شفاعتي في عبادك).
- ثانيًا- شَفَقَة النَّبي ﷺ على الكفَّار:

عن عائشة -رضي الله عنها- زوج النَّبي ﷺ أنَّها قالت للنَّبي ﷺ: ((هل أتى عليك يومٌ كان أشدَّ من يوم أحد؟ قال: لقد لقيت من قومك ما لقيت، وكان أشدَّ ما لقيت منهم يوم العقبة، إذ عرضت نفسي على ابن عبد يَالِيلَ بن عبد كُلال، فلم يجبني إلى ما أردت فانطلقت. وأنا مهموم على وجهي، فلم أَسْتَفق إلَّا وأنا بِقَرْن الثَّعالب، فرفعت رأسي، فإذا أنا بسحابة قد أظلَّتني، فنظرت، فإذا فيها جبريل، فناداني، فقال: إنَّ الله قد سمع قول قومك لك، وما ردُّوا عليك، وقد بعث الله إليك مَلَكَ الجبال لتأمره بما شئت فيهم. فناداني مَلَك الجبال فسلَّم عليَّ، ثمَّ قال: يا محمَّد، فقال: ذلك فيما شئت، إن شئت أن أُطبق عليهم الأخشبين. فقال النَّبي ﷺ: بل أرجو أن يُخْرِج الله من أصلابهم من يعبد الله لا يشرك به شيئًا)).
قال ابن حجر العسقلاني: (وفي هذا الحديث بيان شَفَقَة النَّبي ﷺ على قومه، ومزيد صبره وحلمه، وهو موافق لقوله تعالى: ﴿فَبِمَا رَحْمَةٍ مِّنَ اللّهِ لِنتَ لَهُمْ﴾ ~[آل عمران: 159]، وقوله: ﴿وَمَا أَرْسَلْنَاكَ إِلاَّ رَحْمَةً لِّلْعَالَمِينَ﴾ ~[الأنبياء: 107]).
- ثالثاً- شَفَقَة النَّبي ﷺ على أصحابه:

- قال ﷺ لكعب بن مالك: (أَبْشِر بخير يوم مرَّ عليك منذ ولدتك أمُّك. قال: قلت أمن عندك -يا رسول الله- أم من عند الله؟ قال: لا بل من عند الله).
قال ابن القيِّم: (وفى سرور رسول الله ﷺ بذلك وفرحه به واستنارة وجهه دليل على ما جعل الله فيه من كمال الشَّفَقَة على الأمَّة، والرَّحمة بهم والرَّأفة، حتى لعلَّ فرحه كان أعظم من فرح كعب وصاحبيه).
- وعن أبي هريرة عن النَّبي ﷺ قال: ((إنَّما أنا لكم مثل الوالد أعلِّمكم...)).
قال ملا علي القاري: ((إنَّما أنا لكم مثل الوالد) أي: ما أنا لكم إلا مثل الوالد في الشَّفَقَة لولده، (أعلِّمكم) أي: أمور دينكم).
- رابعًا- شَفَقَة النَّبي ﷺ على الأطفال:

- عن أبي قتادة : (أنَّ رسول الله ﷺ كان يصلِّي وهو حامل أمامة بنت زينب بنت رسول الله ﷺ ولأبي العاص ابن الرَّبيع، فإذا قام حملها، وإذا سجد وضعها؟ قال يحيى: قال مالك: نعم).
فمن رحمته ﷺ وشَفَقَته بأُمَامَة أنَّه كان إذا ركع أو سجد يخشى عليها أن تسقط، فيضعها على الأرض.
قال النَّووي: (وفيه ما كان عليه ﷺ من الشَّفَقَة على المؤمنين والمؤمنات، ورحمتهم ومواساتهم فيما أمكنه).